# Miami Open 1999
Il Miami Open 1999 (conosciuto anche come Lipton Championships per motivi di sponsorizzazione)
è stato un torneo di tennis giocato sul cemento.
È stata la 15ª edizione del Miami Open, che faceva parte della categoria ATP Masters Series nell'ambito dell'ATP Tour 1999,
e della Tier I nell'ambito del WTA Tour 1999.
Sia il torneo maschile che quello femminile si sono giocati al Tennis Center at Crandon Park di Key Biscayne in Florida,
dal 15 al 29 marzo 1999.

## Campioni

### Singolare maschile
Richard Krajicek ha battuto in finale  Sébastien Grosjean con il punteggio di 4–6, 6–1, 6–2, 7–5

### Singolare femminile
Venus Williams ha battuto in finale  Serena Williams con il punteggio di 6–1, 4–6, 6–4

### Doppio maschile
Wayne Black /  Sandon Stolle hanno battuto in finale  Boris Becker /  Jan-Michael Gambill con il punteggio di 6–1, 6–1

### Doppio femminile
Martina Hingis /  Jana Novotná hanno battuto in finale  Mary Joe Fernández /  Monica Seles con il punteggio di 0–6, 6–4, 7–6(1)